# Vụ nổ Paris 2019
Vào ngày 12 tháng 1 năm 2019, một vụ nổ đã xảy ra tại một tiệm bánh trên đường Rue de Trevise ở quận 9 của Paris. Hai lính cứu hỏa, một khách du lịch Tây Ban Nha và một phụ nữ khác đã thiệt mạng và bốn mươi bảy người khác bị thương. Theo công tố viên địa phương Remy Heitz, nguyên nhân rõ ràng của vụ nổ là do rò rỉ khí gas. Lính cứu hỏa đã có mặt tại tiệm bánh trước và tại thời điểm vụ nổ trong khi điều tra một vụ rò rỉ khí nghi ngờ.

## Vụ nổ
Trước khi các nhân viên cứu hỏa nổ súng đã có mặt tại địa điểm trả lời các báo cáo về rò rỉ khí gas. Vụ nổ đã gây ra một vụ hỏa hoạn phá hủy các cửa sổ của các tòa nhà xung quanh và khiến ô tô bị lật. Các nhân chứng nói với các phóng viên vụ nổ cũng khiến mọi người bị mắc kẹt trong các tòa nhà khác gần đó và các mảnh vỡ từ thiện và kính vỡ được lan truyền xung quanh tiệm bánh và đường phố. Vụ nổ xảy ra trong các cuộc biểu tình của Vest Vàng, có khoảng 32.000 người biểu tình tham gia trên khắp nước Pháp.

## Hậu quả
Hơn 200 lính cứu hỏa đã phản ứng với vụ việc, và Bộ trưởng Nội vụ Pháp, ông Kouthe Castaner, Thủ tướng Édouard Philippe và Thị trưởng Paris Anne Hidalgo đều đến thăm hiện trường.